# Барденгейер, Бернгард
Франц Бернгард Губерт Ба́рденгейер (нем. Franz Bernhard Hubert Bardenheuer; 12 июля 1839, Ламерсдорф — 13 августа 1913, Ламерсдорф) — немецкий медик, хирург.

## Биография
С 1874 года Барденгейер работал главным хирургом гражданского госпиталя в Кёльне, с 1884 года являлся профессором, а в 1904—1907 годах директором Академии практической медицины. В 1891—1902 годах его ассистентом и заместителем являлся Альберт Плюккер.
Барденгейер разработал новую систему лечения переломов посредством вытяжения и ввёл новые методики операций и внёс значительный вклад в урологию. 13 января 1887 года Барденгейер провёл первую общую цистэктомию.
Собрание медицинской литературы Барденгейера составляло 10 тыс. томов и до 1933 года находилось в библиотеке гражданского госпиталя в Кёльне.

## Труды
- Die allgemeine Lehre von den Frakturen und Luxationen mit besonderer Berücksichtigung der Extensionsverfahren (1907)